# Messerschmitt Me 410
Il Messerschmitt Me 410 Hornisse (in italiano "calabrone") era uno Zerstörer (uno specifico tipo di caccia pesante) bimotore ad ala bassa prodotto dall'azienda tedesca Messerschmitt nei primi anni quaranta.
Era uno sviluppo ulteriore del Me 210, a sua volta nato come successore del Bf 110. Dotato di due motori Daimler-Benz DB 603 da 1 750 CV, venne impiegato in diversi ruoli e su diversi fronti dalla Luftwaffe, nel corso della seconda guerra mondiale.

## Storia del progetto
Quando le autorità tedesche decisero di sospendere la produzione del Me 210 (il 14 aprile 1942), aveva da poco volato il prototipo Me 210 V17 con il quale venivano introdotte le modifiche che avrebbero dato vita, alla fine di quello stesso anno, al nuovo modello Me 410.
Tralasciata l'opzione di creare un velivolo destinato specificamente all'impiego in alta quota e dotato di cabina pressurizzata, la cui denominazione avrebbe dovuto essere Messerschmitt Me 310, l'ufficio di progettazione dell'azienda bavarese si concentrò sui risultati ottenuti modificando l'ala e la sezione terminale della fusoliera del bimotore, provvedendo ad installare i più potenti motori Daimler-Benz DB 603A da 1 750 CV ciascuno.
Il prototipo del nuovo Me 410 (caratterizzato dalla sigla V1, dal tedesco Versuchsmuster) fu ottenuto modificando un Me 210A-0 (il Werk-Nr. 027, marcato DI+NW) e fu portato in volo nella nuova configurazione nel corso dell'estate del 1942. Anche nel caso dell'Me 410 gli esemplari di prova furono numerosi: le designazioni arrivarono fino al V22. In questo caso lo sviluppo fu piuttosto rapido e le prime consegne ai reparti ebbero inizio nel gennaio del 1943: si trattava di velivoli della versione Me 410A-1 da bombardamento, più specificamente indicati come Schnellbomber, bombardiere veloce. Andarono a sostituire nei reparti i pari ruolo Dornier Do 217 e Junkers Ju 88.
La versione immediatamente successiva, la A-2, era studiata per l'impiego come Zerstörer ma era sostanzialmente identica nell'armamento, differenziandosi esclusivamente per l'assenza del puntatore "Stuvi 5B" utilizzato nelle azioni di bombardamento in picchiata; in merito a questa versione le fonti reperite non sono unanimi e in almeno un caso viene indicata come non realizzata.
A partire dal mese di aprile del 1944 fu realizzata la versione Me 410B che impiegava i motori DB 603G che, caratterizzati da un più elevato rapporto di compressione e dotati di compressore, sviluppavano la potenza di 1 900 CV. Anche in questo caso le diverse numerazioni della versione indicavano il ruolo primario per il quale i diversi velivoli erano concepiti. Tuttavia, analogamente ad altri velivoli tedeschi dell'epoca, la casa costruttrice realizzò numerosi Umrüst-Bausätze, termine traducibile come "kit di conversione" ed identificati nella denominazione del velivolo mediante la lettera U seguita da un numero progressivo, che consentivano di installare con relativa facilità diverse tipologie di armamento o di strumentazione fotografica, adattando il singolo velivolo a compiti diversi.
Ulteriori sviluppi della cellula vennero studiati in epoca successiva ma non sfociarono in produzioni di serie: si trattò della Me 410C con ali e muso completamente riprogettati e che prevedeva l'impiego di motori DB 603ZJ o di radiali BMW 801TJ. Poi la versione Me 410D, derivata dalla precedente, ma realizzata in parte in legno, al fine di economizzare l'uso di materiali strategici. Infine la Me 410H, derivata dalla versione B, dotata di ali con apertura maggiorata per lo specifico impiego in alta quota.
Complessivamente la produzione del Messerschmitt Me 410 raggiunse la quota di 1 160 unità.

## Tecnica

### Cellula
Il Me 410 riprendeva nelle linee generali il predecessore: la struttura era interamente metallica, l'ala era disposta in posizione bassa e gli impennaggi erano di tipo classico. Le gondole dei 2 motori erano sistemate in posizione pronunciata in avanti rispetto al bordo d'entrata e, nella parte posteriore, alloggiavano gli elementi principali del carrello d'atterraggio di tipo triciclo posteriore. La cabina di pilotaggio, disposta in posizione avanzata nella sezione anteriore della fusoliera, prevedeva l'alloggiamento in tandem dei due membri dell'equipaggio.
Le differenze strutturali rispetto al Me 210 erano costituite da un leggero allungamento della fusoliera, che nella parte posteriore era stata resa più profonda, e dall'introduzione di ipersostentatori automatici nel bordo d'attacco delle ali. Queste modifiche, testate sugli ultimi esemplari di serie del Me 210, consentirono la risoluzione dei problemi di stabilità palesati fin dai primi collaudi.

### Motori
Nella prima versione costruita in serie, la Me 410A, i motori installati erano una coppia di Daimler Benz DB 603 A da 1 750 CV (in tedesco Pferdestärke, abbreviato in PS). Nella versione Me 410B fu introdotta la più recente versione delpropulsore, la DB 603G,con un incremento di potenza di 150 CV grazie all'impiego di un rapporto di compressione più elevato e di un sistema di sovralimentazione.

### Sistemi d'arma

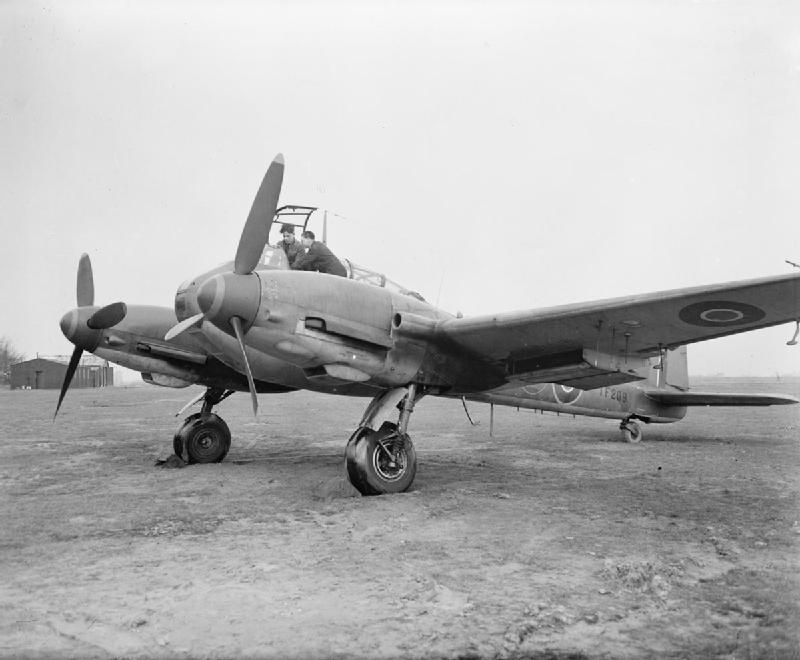
Un Me 410 catturato dalla RAF in servizio con il No. 1426 Flight RAF ("Rafwaffe").

L'armamento standard degli Me 410A era costituito da due mitragliatrici Rheinmetall MG 17 (calibro 7,92 mm) e da quattro cannoncini aeronautici Mauser MG 151/20 (calibro 20 mm) disposti all'estremità di prua della fusoliera e da due mitragliatrici Rheinmetall MG 131 (calibro 13 mm). Queste ultime erano alloggiate in barbette telecomandate FDL 131 disposte, una per ogni lato, sui fianchi della fusoliera in corrispondenza del bordo d'uscita delle ali. La disposizione peculiare di queste armi era stata ereditata direttamente dal Me 210.
Il carico di caduta era rappresentato da 500 kg di bombe contenute in una stiva interna situata nell'estremità inferiore del muso del velivolo. La variante da bombardamento (Me 410A-1) si differenziava da quella da caccia per l'installazione di un collimatore di puntamento e per la possibilità di installare ganci subalari per quattro bombe SC 50 da 50 kg ciascuna.
Un aspetto particolare nelle dotazioni dell'Me 410 era rappresentato dai numerosi equipaggiamenti alternativi forniti dall'azienda costruttrice: questi potevano essere installati sui velivoli direttamente sulle linee di montaggio oppure potevano essere forniti ai reparti per l'installazione sul campo. Questi equipaggiamenti potevano essere montati su diverse versioni del velivolo e, generalmente, trovavano alloggiamento nella stiva bombe anteriore o in posizione ventrale sulla fusoliera.
Era così possibile aggiungere:
- apparecchi fotografici: kit denominato "U1" applicabile ai velivoli A-1, A-3 e B-3;
- due cannoni MG 151/20: kit "U2" che si adattava agli A-1, ai B-1 ed ai B-2;
- due cannoni MK 103 calibro 30 mm: kit "U2/R2" negli esemplari della serie B-2, sistemati nella stiva bombe;
- quattro MG 151/20: kit "U2/R4", due nella stiva bombe e due in postazione ventrale, oppure "U2/R5" con tutte le quattro armi installate nel vano della stiva bombe anteriore.

Tra gli altri, si trovano notizie anche di un equipaggiamento, denominato "U4" e sperimentato almeno su un prototipo, consistente in un cannone Rheinmetall BK 5 calibro 50 mm derivato da quello che equipaggiava il carro armato Panzer III. Oppure altre configurazioni particolari, tra le quali spicca l'impiego di un cannone Rheinmetall BK 3,7 calibro 37 mm derivato dal FlaK 18, o la presenza contemporanea di otto cannoni da 20 mm, oppure la sperimentazione di un lanciarazzi Nebelwerfer a tamburo rotante a sei tubi WGr 21 per razzi calibro 210 mm.

## Impiego operativo

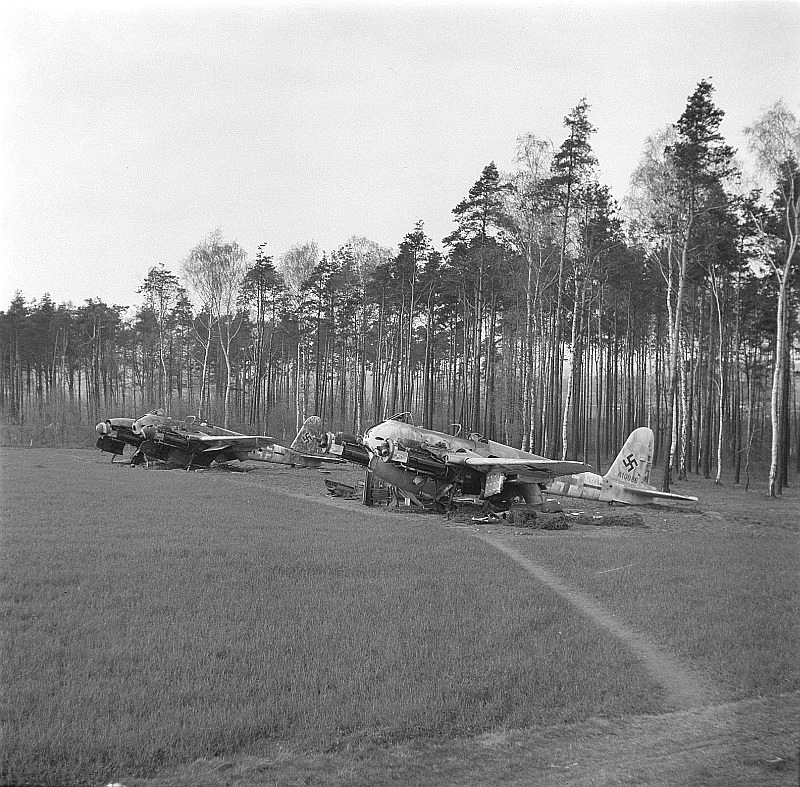
Due diverse versioni di Me 410, uno Zerstörer e un bombardiere leggero, abbandonati semidistrutti dalle truppe della Wehrmacht in ritirata.

Il numero complessivo di Me 410 (1 160 esemplari) ne consentì l'impiego su diversi fronti: lungo la Manica, sul fronte orientale, in Tunisia, in Italia, nei Balcani e in Norvegia.
Il primo reparto a schierare il Me 410 fu il V./KG 2 (V gruppo del Kampfgeschwader 2 – 2º stormo da bombardamento) di base a Lechfeld (nei pressi di Augusta) con i quali nei primi mesi del 1943 iniziò la sostituzione dei propri Dornier Do 217E. Nel successivo mese di maggio, seppur per un breve periodo, alcuni esemplari vennero impiegati in Tunisia dal III./ZG 1 (Zerstörergeschwader – stormo dotato di aerei Zerstörer) unitamente ai Me 210A. In Italia i primi Me 410A-1 vennero inquadrati nel II.(F)/122, di stanza in Sardegna, ed affiancati agli Ju 88.
Si hanno notizie dell'impiego nel 1944 del Me 410 da parte del I./ZG 76 in Ungheria, in Francia con il KG 51 e nella 1.(F)/121 (1ª squadriglia di un reparto da ricognizione basato a Parigi-Orly), in Polonia, nella 1.(F)/122 (di base a Varsavia-Okecie) ed a Riga, con la 3.(F)/122.
Fu con l'impiego del II./ZG 26 che il Me 410 acquisì l'appellativo, almeno inizialmente non ufficiale, di Hornisse. Il II./ZG 26 era un reparto soprannominato Hornissengeschwader, in tedesco "stormo di calabroni".
I risultati operativi dell'Me 410 rivelarono dati contrastanti: in sostanza il velivolo guadagnò risultati di un certo rilievo operando contro i bombardieri alleati nel ruolo di zerstörer (ruolo nel quale sul finire della guerra fu progressivamente rimpiazzato dai Messerschmitt Me 262) ma risultò meno efficace nel combattere contro i caccia (in particolare nei confronti del sempre più diffuso P-51 Mustang).  Per le crescenti perdite, l'Me 410 fu progressivamente relegato a ruoli di attacco antinave, ricognizione e caccia notturna; in quest'ultimo ruolo furono eseguite le ultime missioni di guerra degli Me 410.

## Versioni
I dati sulle versioni sono tratti da Enciclopedia l'Aviazione, dove non indicato diversamente.
- Me 410A: prima versione di serie, gli esemplari realizzati erano differenziati in tre varianti:
  - Me 410A-1: bombardiere veloce;
  - Me 410A-2: zerstörer;
  - Me 410A-3: ricognitore;
- Me 410B: seconda versione di serie; differente dalla precedente per l'utilizzo di motori più potenti (furono impiegati i Daimler-Benz DB603G) ed altre modifiche di dettaglio; anche in questo caso vennero realizzate diverse varianti:
  - Me 410B-1: bombardiere veloce;
  - Me 410B-2: zerstörer;
  - Me 410B-3: ricognitore;
  - Me 410B-4: versione la cui realizzazione viene data come "probabile" ma di cui le fonti reperite non indicano dettagli[18];
  - Me 410B-5: silurante, bombardiere antinave. Al termine del conflitto era in fase di collaudo;
  - Me 410B-6: bombardiere antinave;
  - Me 410B-7: ricognitore. Rimase allo stadio di prototipo;
  - Me 410B-8: ricognitore notturno. Anche in questo caso la fine della guerra giunse quando ancora il modello era allo stadio di prototipo.

Altre versioni, mai prodotte in serie:
- Me 410C: una sostanziale riprogettazione con nuovo disegno delle ali e della sezione anteriore della fusoliera; motori Daimler-Benz DB603JZ o BMW 801TJ[11].
- Me 410D: disegno della versione C ma impiego di legno nella realizzazione delle ali, per risparmiare materiali strategici[11].
- Me 410H: versione per uno zerstörer da alta quota; l'apertura alare avrebbe raggiunto i 23 m[11].

## Utilizzatori
Germania
- Luftwaffe